# Scream Award
Die Scream Awards wurden von 2006 bis 2011 jährlich in den USA für Leistungen in den Genres Horror, Science-Fiction und Fantasy verliehen.

## Aufbau
Fürs Fernsehen produzierte der Sender Spike eine Show, in der die Preise vergeben wurden. Die Scream Awards waren ein Publikumspreis, dessen Gewinner durch Abstimmung von Fans ermittelt wurden, und ein Spartenpreis, der sich als Ergänzung zu etablierten Preisen wie Golden Globe, Oscar und Emmy versteht, bei welchen die genannten Genres nach Meinung der Veranstalter unterrepräsentiert waren oder gar keine Beachtung fanden.
Die ersten Scream Awards fanden am Dienstag, dem 10. Oktober 2006 in Los Angeles statt, moderiert von Rose McGowan, Marley Shelton und Rosario Dawson. Die zweite Show fand am 19. Oktober 2007 unter freiem Himmel im Greek Theatre ebenfalls in Los Angeles statt. Die Aufzeichnung wurde am 23. Oktober 2007 im amerikanischen Fernsehen gezeigt. In Deutschland strahlte ProSieben eine im Voice-over-übersetzte Fassung aus.

## Preisträger und Nominierungen 2006
Preisträger sind fett-, die Nominierten in Normalschrift gedruckt.
The Ultimate Scream
- Batman Begins
- The Devil’s Rejects
- The Hills Have Eyes – Hügel der blutigen Augen
- Lost
- Superman Returns

Bester Horror-Film
- The Devil’s Rejects
- Land of the Dead
- High Tension
- The Hills Have Eyes – Hügel der blutigen Augen
- Hostel

Bester Fantasy-Film 
- Pirates of the Caribbean – Fluch der Karibik 2
- Batman Begins
- Harry Potter und der Feuerkelch
- King Kong
- Superman Returns
- Corpse Bride – Hochzeit mit einer Leiche

Bester Science-Fiction-Film
- V wie Vendetta
- Æon Flux
- A Scanner Darkly – Der dunkle Schirm
- Serenity – Flucht in neue Welten
- Krieg der Welten

Beste Fernsehserie
- Battlestar Galactica
- Doctor Who
- Lost
- Masters of Horror
- Smallville

Beste Fortsetzung
- Pirates of the Caribbean – Fluch der Karibik 2
- Batman Begins
- The Hills Have Eyes – Hügel der blutigen Augen
- Saw II
- Superman Returns

Bestes Remake
- King Kong
- Charlie und die Schokoladenfabrik
- The Hills Have Eyes – Hügel der blutigen Augen
- Das Omen
- Krieg der Welten

Bester Superheld
- Brandon Routh als Superman in Superman Returns
- Christian Bale (Batman Begins)
- Chris Evans (Fantastic Four)
- Hugh Jackman (X-Men: Der letzte Widerstand)
- Famke Janssen (X-Men: Der letzte Widerstand)

Beste Comic-Leinwandadaptation
- X-Men: Der letzte Widerstand
- Batman Begins
- A History of Violence
- Superman Returns
- V wie Vendetta

Most Memorable Mutilation / Die eindrucksvollste Verstümmlung
- Die Auge-Entfernungsszene in Hostel
- Lebendig gegessen (Land of the Dead)
- Erstochen in einer Grube voller Spritzen (Saw II)
- Selbstmord mit einer Schrotflinte (The Hills Have Eyes – Hügel der blutigen Augen)
- Pulverisiert durch Außerirdische (Krieg der Welten)

Most Heroic Performance / Die beste schauspielerische Leistung (m)
- Johnny Depp als Captain Jack Sparrow in Pirates of the Caribbean – Fluch der Karibik 2
- Christian Bale (Batman Begins)
- Viggo Mortensen (A History of Violence)
- Edward James Olmos (Battlestar Galactica)
- Hugo Weaving (V wie Vendetta)

Scream Queen / Die beste schauspielerische Leistung (w)
- Kate Beckinsale als Selene in Underworld: Evolution
- Asia Argento (Land of the Dead)
- Evangeline Lilly (Lost)
- Natalie Portman (V wie Vendetta)
- Naomi Watts (King Kong)

Most Vile Villain / Die abscheulichsten Schurken
- Leslie Easterbrook, Sid Haig, Bill Moseley und Sheri Moon Zombie als die Firefly Familie in The Devil’s Rejects
- Tobin Bell (Saw II)
- Sir Ian McKellen (X-Men: Der letzte Widerstand)
- Cillian Murphy (Batman Begins)
- Philippe Nahon (High Tension)

Breakout Performance / Newcomer
- Jennifer Carpenter als Emily Rose in Der Exorzismus von Emily Rose
- Adewale Akinnuoye-Agbaje (Lost)
- Tricia Helfer (Battlestar Galactica)
- Brandon Routh (Superman Returns)
- Katee Sackhoff (Battlestar Galactica)

The „Holy Sh!t“/„Jump-From-Your-Seat“ Award / Der „heilige Scheiße“/„Es reißt mich aus dem Sessel“ Award
- Die Auge-Entfernungsszene in Hostel
- Außerirdische Kampfmaschinen tauchen aus dem Boden auf (Krieg der Welten)
- Schießerei im Restaurant (A History of Violence)
- Die Space-Shuttle-/Boeing-777-Rettungsszene (Superman Returns)
- Die Zugsequenz (Batman Begins)

Best Rack on the Rack (Die aufregendste Frau aus einem Comic)
- Vampirella
- Emma Frost
- Lady Death
- Power Girl
- Wonder Woman

Comic Con – Icon Award
- Frank Miller

Mastermind Award
- Robert Rodriguez und Quentin Tarantino für Grindhouse

Scream Rock Immortal Award
- Ozzy Osbourne

Sonstiges
- Musikalisch untermalt wurde der Abend von Korn und My Chemical Romance.

## Preisträger und Nominierungen 2007
Preisträger sind fett-, die Nominierten in Normalschrift gedruckt.
Hero Award, das Lebenswerk
- Harrison Ford

The Ultimate Scream
- 300
- 28 Weeks Later
- Battlestar Galactica
- The Descent
- Harry Potter und der Orden des Phönix
- Heroes
- Pans Labyrinth
- Pirates of the Caribbean – Am Ende der Welt
- Spider-Man 3
- Transformers

Bester Horror-Film
- 28 Weeks Later
- Zimmer 1408
- The Descent
- Grindhouse
- The Host
- Hostel 2

Bester Fantasy-Film
- Pans Labyrinth
- Harry Potter und der Orden des Phönix
- Pirates of the Caribbean – Am Ende der Welt
- Spider-Man 3
- Der Sternwanderer

Bester Science-Fiction-Film
- Transformers
- Children of Men
- The Fountain
- Prestige – Meister der Magie
- Sunshine

Beste Fernsehserie
- Heroes
- Lost
- Masters of Horror
- Battlestar Galactica
- Doctor Who

Bestes Comic-Heft
- 30 Days of Night
- All-Star Superman
- The Boys
- Ultimate Fantastic Four
- Y: The Last Man

Scream Queen / Die beste schauspielerische Leistung (w)
- Kate Beckinsale (Motel)
- Rosario Dawson (Grindhouse)
- Jordana Brewster (The Texas Chainsaw Massacre: The Beginning)
- Bijou Phillips (Hostel 2)
- Rose McGowan (Grindhouse)
- Mary Elizabeth Winstead (Black Christmas)

Scream King / Die beste schauspielerische Leistung (m)
- Shia LaBeouf (Disturbia – Auch Killer haben Nachbarn)
- John Cusack (Zimmer 1408)
- Samuel L. Jackson (Snakes on a Plane)
- Angus Macfadyen (Saw III)
- Freddy Rodríguez (Grindhouse)
- Luke Wilson (Motel)

Bester Superheld
- Tobey Maguire (Spider-Man, Spider-Man 3)
- Michael Chiklis, (Fantastic Four: Rise of the Silver Surfer)
- Chris Evans (Fantastic Four: Rise of the Silver Surfer)
- Masi Oka (Heroes)
- Milo Ventimiglia (Heroes)

Sexiest Superheld(in)
- Jessica Alba (Fantastic Four: Rise of the Silver Surfer)
- Ali Larter (Heroes)
- Hayden Panettiere (Heroes)

Fantasy Fox / Fantasy-Füchsin
- Jessica Biel (The Illusionist)
- Kirsten Dunst (Spider-Man 3)
- Lena Headey (300)
- Keira Knightley (Pirates of the Caribbean – Am Ende der Welt)
- Evangeline Lilly (Lost)
- Eva Mendes (Ghost Rider)
- Sienna Miller (Der Sternwanderer)

Fantasy Hero / Fantasy-Held
- Johnny Depp (Pirates of the Caribbean – Am Ende der Welt)
- Gerard Butler (300)
- Matthew Fox (Lost)
- Edward Norton (The Illusionist)
- Daniel Radcliffe (Harry Potter und der Orden des Phönix)

Sci-Fi Siren / Science-Fiction-Sirene
- Megan Fox (Transformers)
- Claire-Hope Ashitey (Children of Men)
- Scarlett Johansson (Prestige – Meister der Magie)
- Katee Sackhoff (Battlestar Galactica)
- Rachel Weisz (The Fountain)

Sci-Fi Star
- Shia LaBeouf (Transformers)
- Christian Bale (Prestige – Meister der Magie)
- Hugh Jackman (The Fountain)
- Cillian Murphy (Sunshine)
- Clive Owen (Children of Men)

Best Cameo / Bester Gastauftritt
- Keith Richards (Pirates of the Caribbean – Am Ende der Welt)
- David Bowie (Prestige – Meister der Magie)
- Jay Hernández (Hostel 2)
- Quentin Tarantino (Grindhouse)
- Bruce Willis (Grindhouse)

Breakout Performance / Newcomer
- Hayden Panettiere (Heroes)
- Claire-Hope Ashitey (Children of Men)
- Zoë Bell (Grindhouse)
- Megan Fox, (Transformers)
- Lauren German (Hostel 2)
- Shauna Macdonald (The Descent)
- Rodrigo Santoro (300)

Most Vile Villain / Abscheulichster Schurke
- Ralph Fiennes (Harry Potter und der Orden des Phönix)
- Sergi López (Pans Labyrinth)
- Michelle Pfeiffer (Der Sternwanderer)
- Zachary Quinto (Heroes)
- Kurt Russell (Grindhouse)
- Rodrigo Santoro (300)
- Tobin Bell & Shawnee Smith (Saw III)
- Thomas Haden Church (Spider-Man 3)
- Topher Grace (Spider-Man 3)

Most Memorable Mutilation / Die eindrucksvollste Verstümmlung
- Autounfall (Grindhouse: Death Proof)
- Schlacht gegen die „Unsterblichen“ (300)
- Gehirnoperation (Saw III)
- Lebendig gefressen von einem Kannibalen (Hostel 2)
- Mund aufgeschnitten und wieder zusammengenäht (Pans Labyrinth)

Beste Comic – Leinwand Adaptation
- 300
- Fantastic Four: Rise of the Silver Surfer
- Ghost Rider
- Spider-Man 3
- TMNT – Teenage Mutant Ninja Turtles

Beste Fortsetzung
- Harry Potter und der Orden des Phönix
- 28 Weeks Later
- Pirates of the Caribbean – Am Ende der Welt
- Saw III
- Spider-Man 3

„Jump-From-Your-Seat“ Scene of the Year / Hau-Um-Szene des Jahres
- Endkampf zwischen Megatron und Optimus Prime in Transformers
- Angriff der „Unsterblichen“ (300)
- Spider-Man gegen den Kobold (Spider-Man 3)
- Pfeilregen (300)
- Zombie greift Glasscheibe an (28 Weeks Later)

Beste Regie

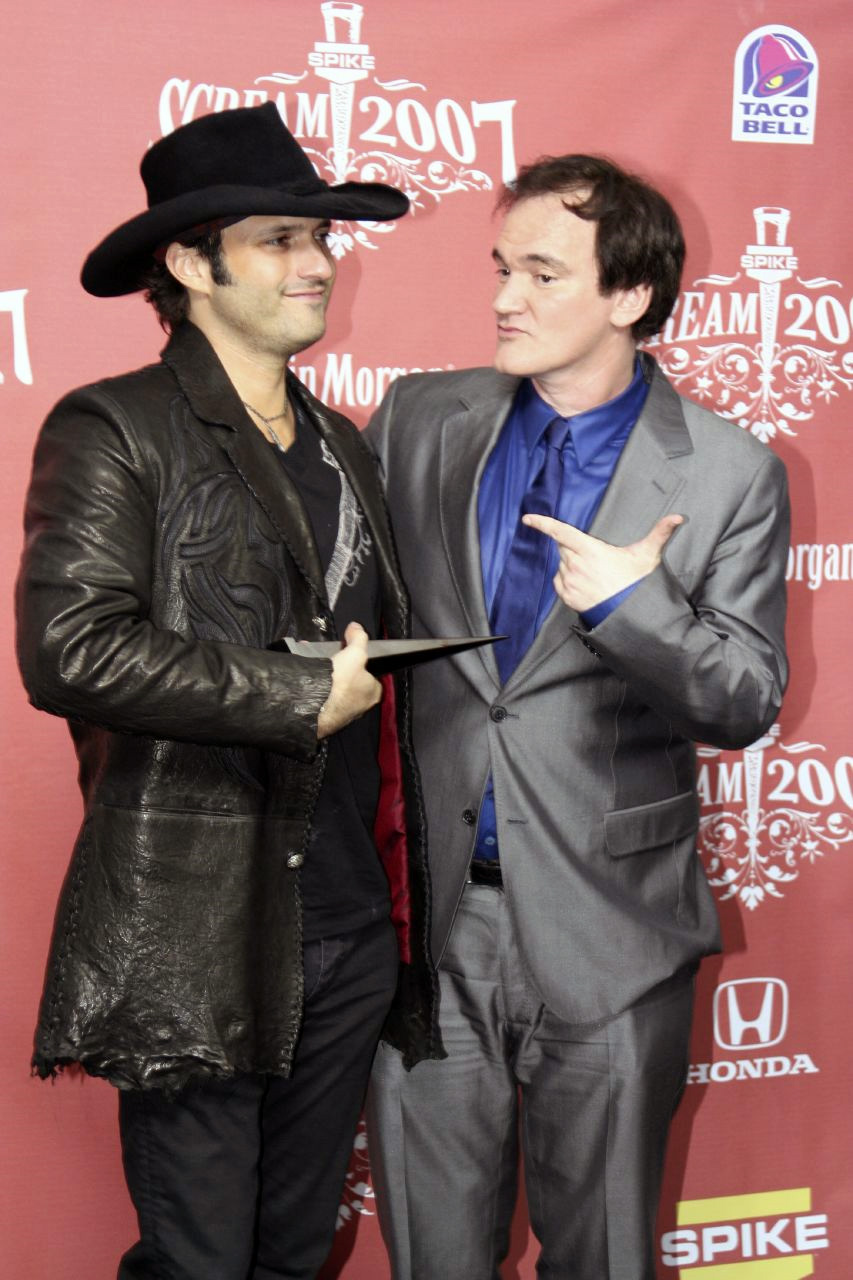
Rodriguez und Tarantino posieren mit ihrer gewonnenen Auszeichnung.

- Quentin Tarantino und Robert Rodriguez (Grindhouse)
- Michael Bay (Transformers)
- Danny Boyle (Sunshine)
- Alfonso Cuarón (Children of Men)
- Guillermo del Toro (Pans Labyrinth)
- Neil Marshall (The Descent)
- Eli Roth (Hostel 2)
- Zack Snyder (300)
- Sam Raimi (Spider-Man 3)

Best Scream-Play / Bestes Drehbuch
- Grindhouse (geschrieben von Robert Rodriguez, Quentin Tarantino, Jeff Rendell, Eli Roth, Edgar Wright & Rob Zombie)
- 300
- Children of Men
- The Descent
- Pans Labyrinth
- Sunshine

Best F/X / Beste Spezialeffekte
- Transformers
- 300
- Harry Potter und der Orden des Phönix
- Pirates of the Caribbean – Am Ende der Welt
- Spider-Man 3

Bester Ausländischer Film
- Pans Labyrinth (Spanien)
- Cello (Südkorea)
- Death Note (Japan)
- The Host (Südkorea)
- Initial D (Hongkong)

Bester Comic-Autor
- Frank Miller
- Brian Michael Bendis
- Garth Ennis
- Alan Moore
- Brian K. Vaughan

Bester Comic-Zeichner
- John Cassaday
- Darwyn Cooke
- Pia Guerra
- Steve McNiven
- Ben Templesmith

Beste Leinwand-Comicadaption
- 28 Days Later: The Aftermath
- Army of Darkness
- Frank Millers Robocop
- George A. Romeros Night of the living Dead: Back from the Grave
- The Hills Have Eyes: The Beginning

Most shocking Comic Book twist / Schockierendste Wendung in einem Comic-Heft
- Captain America stirbt in Captain America
- Alice (aus Alice im Wunderland) und Dorothy (aus Der Zauberer von Oz) haben Sex in Lost Girls
- Peter Parker outet sich als Spider-Man in Civil War
- Sabretooth wird von Wolverine enthauptet in Wolverine
- Superman Kal-El wird von Superboy-Prime getötet in Infinite Crisis

Comic Con – Icon Award
- Neil Gaiman

Scream Rock Immortal Award
- Alice Cooper

Sonstiges
- Anlässlich des 25. Jubiläums von Star Trek II: Der Zorn des Khan waren die Hauptdarsteller (William Shatner, Leonard Nimoy, George Takei, Nichelle Nichols, Walter Koenig) eingeladen und wurde von den Fans frenetisch gefeiert.
- Während der Live-Show sangen Ozzy Osbourne sowie Alice Cooper zusammen mit Rob Zombie und Slash.

## Preisträger und Nominierungen 2008
Preisträger sind fett-, die Nominierten in Normalschrift gedruckt.
The Ultimate Scream
- The Dark Knight
- Cloverfield
- Hellboy 2
- Iron Man
- Lost
- Der Nebel

Bester Horror-Film
- Sweeney Todd – Der teuflische Barbier aus der Fleet Street
- The Strangers
- Ruinen
- Das Waisenhaus
- Der Nebel
- 30 Days of Night

Bester Fantasy-Film
- Hellboy 2 – Die goldene Armee
- Beowulf
- Hancock
- The Dark Knight
- Der unglaubliche Hulk
- Wanted

Bester Science-Fiction-Film
- Iron Man
- Cloverfield
- I Am Legend
- Indiana Jones und das Königreich des Kristallschädels
- Southland Tales
- WALL·E – Der Letzte räumt die Erde auf

Beste Fernsehserie
- Dexter
- Heroes
- Battlestar Galactica
- Lost
- Reaper
- Terminator: The Sarah Connor Chronicles

Beste Comic-Verfilmung
- The Dark Knight
- 30 Days of Night
- Hellboy 2
- Der unglaubliche Hulk
- Iron Man
- Wanted

Bestes Comic-Heft
- Y: The Last Man
- Astonishing X-Men, Hack/Slash
- The Umbrella Academy
- The Walking Dead
- Die Liga der außergewöhnlichen Gentleman: Das schwarze Dossier

Bester Superheld
- Christian Bale (Batman)
- Robert Downey Jr. (Iron Man)
- Ron Perlman (Hellboy)
- Will Smith (Hancock)
- Edward Norton (Der unglaubliche Hulk)
- Masi Oka (Hiro Nakamura/ Heroes)

Beste Fantasy-Darstellerin
- Angelina Jolie (Wanted)
- Charlize Theron (Hancock)
- Hayden Panettiere (Heroes)
- Maggie Gyllenhaal (The Dark Knight)
- Selma Blair (Hellboy 2: Die goldene Armee)
- Amy Adams (Verwünscht)

Bester Fantasy-Darsteller
- Heath Ledger (The Dark Knight)
- Christian Bale (The Dark Knight)
- Ron Perlman (Hellboy 2: Die goldene Armee)
- Edward Norton (Der unglaubliche Hulk)
- James McAvoy (Wanted)
- Terry O’Quinn (Lost)

Beste Science-Fiction-Darstellerin
- Milla Jovovich (Resident Evil: Extinction)
- Summer Glau (Terminator: The Sarah Connor Chronicles)
- Tricia Helfer (Kampfstern Galactica)
- Gwyneth Paltrow (Iron Man)
- Odette Yustman (Cloverfield)
- Lena Headey (Terminator: The Sarah Connor Chronicles)

Bester Science-Fiction-Darsteller
- Robert Downey Jr. (Iron Man)
- Will Smith (I Am Legend)
- Edward James Olmos (Kampfstern Galactica)
- Dwayne Johnson (Southland Tales)
- Harrison Ford (Indiana Jones und das Königreich des Kristallschädels)

Beste Horror-Darstellerin
- Liv Tyler (The Strangers)
- Naomi Watts (Funny Games U.S.)
- Julie Benz (Dexter)
- Helena Bonham Carter (Sweeney Todd)
- Jena Malone (Ruinen)
- Belen Rueda (Das Waisenhaus)
- Amy Adams (Verwünscht)

Bester Horror-Darsteller
- Johnny Depp (Sweeney Todd)
- Michael C. Hall (Dexter)
- Thomas Jane (Der Nebel)
- Jared Padalecki (Supernatural)
- Jonathan Tucker (Ruinen)
- Fernando Cayo (Das Waisenhaus)

Beste Nebenrolle
- Gary Oldman (The Dark Knight)
- Michael Caine (The Dark Knight)
- Doug Jones (Hellboy 2: Die goldene Armee)
- Shia LaBeouf (Indiana Jones und das Königreich des Kristallschädels)
- Jason Bateman (Hancock)
- Terrence Howard (Iron Man)

Breakout Performance / Newcomer
- WALL·E (WALL·E – Der Letzte räumt die Erde auf)
- Odette Yustman (Cloverfield)
- Anna Walton (Hellboy 2: Die goldene Armee)
- T.J. Miller (Cloverfield)
- Jessica Lucas (Cloverfield)
- Ann Friel (Pushing Daisies)

Bester Schurke
- Heath Ledger als Joker
- Tobin Bell (Jigsaw/ Saw IV)
- Zachary Quinto (Sylar/ Heroes)
- Aaron Eckhart (Harvey Dent/ The Dark Knight)
- Jeff Bridges (Obadiah Stane/ Iron Man)
- Alan Rickman (Richter Turpin/ Sweeney Todd)

Most Memorable Mutilation / Die eindrucksvollste Verstümmlung
- Vagina mit Zähnen beißt Penis ab (Teeth)
- Angriff der fleischfressenden Zahnfeen (Hellboy 2: Die goldene Armee)
- Bein-Amputation (Ruinen)
- Autopsie (Saw IV)
- Angriff der Infizierten (I Am Legend)
- Der Bleistift-Trick (The Dark Knight)

Beste Fortsetzung
- The Dark Knight
- Die Chroniken von Narnia: Prinz Kaspian
- Hellboy 2: Die goldene Armee
- Indiana Jones und das Königreich des Kristallschädels
- Resident Evil: Extinction
- Saw IV

Bestes Remake
- Halloween
- The Eye
- Funny Games U.S.
- Der unglaubliche Hulk
- Reise zum Mittelpunkt der Erde
- Prom Night

Best Line / Bester Spruch
- „I believe whatever doesn’t kill you, simply makes you stranger!“ (The Joker/ The Dark Knight)
- „Why so serious?“ (The Joker/ The Dark Knight)
- „I will now make this pencil disappear“ (The Joker/ The Dark Knight)
- „I’m not a baby … I’m a tumor!“ (Der Tumor/ Hellboy 2)
- „Hulk Smash!“ (Hulk/ Der unglaubliche Hulk)
- „I am Iron Man!“ (Tony Stark/ Iron Man)

The „Holy Sh!t“/„Jump-From-Your-Seat“ Award / Der „heilige Scheiße“/„Es reißt mich aus dem Sessel“-Award
- Der sich überschlagende LKW (The Dark Knight)
- Der erste Flug (Iron Man)
- Angriff auf die Freiheitsstatue (Cloverfield)
- Todesschuss im Kreis (Wanted)
- Verfolgungsjagd im Batmobil/ Batpod (The Dark Knight)
- Flucht aus dem Zehn-Ringe-Versteck (Iron Man)

Beste Regie
- Christopher Nolan (The Dark Knight)
- Tim Burton (Sweeney Todd)
- Guillermo del Toro (Hellboy 2)
- Jon Favreau (Iron Man)
- Frank Darabont (Der Nebel)
- Rob Zombie (Halloween)

Best Scream-Play / Bestes Drehbuch
- Christopher Nolan, Jonathan Nolan, David S. Goyer (The Dark Knight)
- Drew Goddard (Cloverfield)
- Mark Fergus, Hawk Ostby, Arthur Marcum, Matthew Hollaway (Iron Man)
- Frank Darabont (Der Nebel)
- Sergio G. Sanchez (Das Waisenhaus)
- Andrew Stanton, Peter Docter, Jim Reardon (WALL·E – Der Letzte räumt die Erde auf)

Best F/X / Beste Spezialeffekte
- The Dark Knight
- Beowulf
- Cloverfield
- Hellboy 2
- Iron Man
- Wanted

Bester Comic-Autor
- Grant Morrison (Batman: Final Crisis)
- Warren Ellis (Anna Mercury, Black Summer, Doctor Sleepless, Fell, No Hero)
- Robert Kirkman (The Walking Dead)
- Mike Mignola (Hellboy: Darkness Calls, Lobster Johnson: The Iron Prometheus)
- Alan Moore (The League of Extraordinary Gentlemen: The Black Dossier)
- Brian K. Vaughan (Ex Machina, Y: The Last Man)

Bester Comic-Zeichner
- Gabriel Ba (The Umbrella Academy: Apocalypse Suite)
- Darwyn Cooke (The Spirit)
- Pia Guerra (Y: The Last Man)
- Jim Lee (All-Star Batman And Robin the Boy Wonder)
- Joe Quesada (Amazing Spider-Man)
- Alex Ross (Project Superpowers)

Beste Leinwand-Comicadaption
- Buffy – Die Vampirjägerin
- Armee der Finsternis
- Kampfstern Galactica
- Freddy vs. Jason vs. Ash
- A Nightmare on Elm Street
- Texas Chainsaw Massacre

Most shocking Comic Book twist / Schockierenste Wendung in einem Comic-Heft
- Auflösung der X-Men, nachdem Professor X von Bishop in den Kopf geschossen wurde in X-Men

Scream Immortal Award
- Tim Burton

Scream Legend Award
- Anthony Hopkins

Comic Con – Icon Award (verliehen im Rahmen der Scream Awards)
- George Lucas

Sonstiges
- Während der Live-Show spielten u. a. Smashing Pumpkins und Kerli.

## Preisträger 2009
The Ultimate Scream
- Star Trek

Bester Fantasy-Film
- Twilight

Bester Horror-Film
- Drag Me to Hell

Bester Science-Fiction-Film
- Star Trek

Beste Breakout-Performance
- Taylor Lautner (Twilight)

Bester Fantasy-Darsteller
- Robert Pattinson (Twilight)

Bester Horror-Darsteller
- Stephen Moyer (True Blood)

Beste Horror-Darstellerin
- Anna Paquin (True Blood)

Beste Fantasy-Darstellerin
- Kristen Stewart (Twilight)

Beste Science-Fiction-Darstellerin
- Megan Fox (Transformers – Die Rache)

Bester Schurke
- Alexander Skarsgård (True Blood)